# كهوف أباندا
كهوف أباندا هي عبارة عن مجمع كهوف في الغابون، يقع في الجزء العلوي من بحيرة فرنان فاز. تم استكشافها لأول مرة من قبل الدكتور ماركو مارتي وكلود ويروت في أوائل عام 2000.

## وصلات خارجية
- الموقع الرسمي